# Lev Tolsztoj (település)
Lev Tolsztoj (korábban Astapovo) település Oroszországban, a Lipecki régió Lev Tolsztoj-i járásának székhelye, ahol maga Lev Nyikolajevics Tolsztoj halt meg. A Lev‑Tolstovszkij járás közigazgatási központja.

## Fekvése
Kb. 107 km-re fekszik az azonos nevű régió székhelyének számító Lipecktől és 307 km-re Moszkvától.

## Története
1890-ben vasútvonalat fektettek le Bogojavlenszk állomástól nyugatra. Öt mérföldre Astapovo falutól nyílt meg egy kis állomás, amelyet szintén Astapovónak hívtak (ma Lev Tolsztoj állomás ). Eleinte Astapovóból csak Dankov és Lebedyan irányába közlekedtek vonatok. 1890 novemberében kezdte meg működését az Astapovo-Troekurovo ág. Az állomás azóta csomóponttá vált.
1910 októberében az író Lev Nyikolajevics Tolsztoj elindult egy titokzatos útra, azonban megbetegedett és Asztapovóra szállították. Az állomásparancsnok, Ivan Ozolin saját lakásában fogadta be, ahol Tolsztoj a következő 7 napot töltötte és 1910. november 7‑én reggel 6:05‑kor elhunyt. A halál pillanatát jelző órák azóta is leállítva állnak – mind a lakásban, mind a pályaudvar falán.
1918 novemberében a települést és az állomást Lev Tolsztoj névre keresztelték, tisztelegve a nagy író emléke előtt, majd 1946. december 1‑jén hivatalosan is megnyílt a Lev Tolsztoj Emlékmúzeum (Ozolin parancsnoki házában), ami a Moszkvai Állami Tolsztoj‑Múzeum fiókja lett.
1927-ben a falu munkástelepüléssé vált.

## Népesség
- 1906-ban 119 lakosa volt.
- 1989-ben 9139 lakosa volt.
- 2002-ben 9035 lakosa volt.
- 2021-ben 8875 lakosa volt.

## Látnivalók, érdekességek
- Asztapovói vasútállomás. Lev Tolsztoj életének utolsó napjai ehhez az állomáshoz fűződnek. Az állomás építészeti komplexuma, amely 22 emlékművet foglal magában, 1889-ben kezdett formát ölteni és nagyrészt megőrizte történelmi megjelenését. 1910-re a következők épültek fel: az állomásépület, két sor lakóépület állami tulajdonú lakásokkal az állomási alkalmazottak számára, egy víztorony, egy vasúti iskola és egy egyházi iskola mellett  egy mozdonytelep és pár műhely. Egy kis parkot is kialakítottak, üvegházat is építettek.
- Dicsőség Emlékműve. 1985-ben állíttatták a hazájukért elhunyt baloldali tolsztojiak tiszteletére. A 2010-ben rekonstruált komplexumot vörös téglafalak keretezik, a tornyon egy óra és egy csillag látható, amely nagyrészt a Kreml falának egy töredékét utánozza.
- Regionális Helytörténeti Múzeum, 2014 decemberében nyílt meg. A múzeum kiállítása a Lipecki régió történelméhez, a lakosság életéhez és híres személyiségeihez kapcsolódó tárgyakat, valamint egy festménygyűjteményt is tartalmaz.
- N. A. Sziszojevről elnevezett képgaléria. 1987 májusában nyílt meg, a galériát pedig az a művész alapította, akiről 1997 augusztusában nevezték el. Egy évvel a megnyitása után egy művészeti stúdiót hoztak létre a galériában, ez a mai napig működik. 2002 májusában a galéria kétszintes épületének bejáratánál felállították N. A. Sziszojev domborművét, amelyet az Orosz Föderáció népművésze, A. Wagner alkotott. 2007. január 1. óta a galéria a Lipecki Regionális Képgaléria fióktelepe.
- Ortodoxia Múzeum. 2018 augusztusában nyílt meg a helyi Szentháromság-templomban, ahol rendszeresen tartanak istentiszteleteket. A múzeum kiállításai között ősi ikonok, egyházi ereklyék, szerzetesi ruhák, fényképek, dokumentumok találhatók az ortodoxia üldözéséről és a keresztény aszkéták tragikus sorsáról.